# Río Naaman
El Na'aman (también conocido como 'Belus o Belos) es un pequeño río de Israel, donde, según la leyenda, el vidrio fenicio fue inventado. 
Este río, también llamado Pagida por Plinio el Viejo, deriva del Lago Cendevia (actualmente bajo el Monte Carmelo) a cinco millas de Acre. Es famoso por sus arenas vidriosas. 
- Datos: Q2509879
- Multimedia: Naaman River / Q2509879